# Niederwampach
Niederwampach (luxemburgisch Nidderwampechⓘ) ist eine Ortschaft in der Gemeinde Wintger, Kanton Clerf im Großherzogtum Luxemburg.

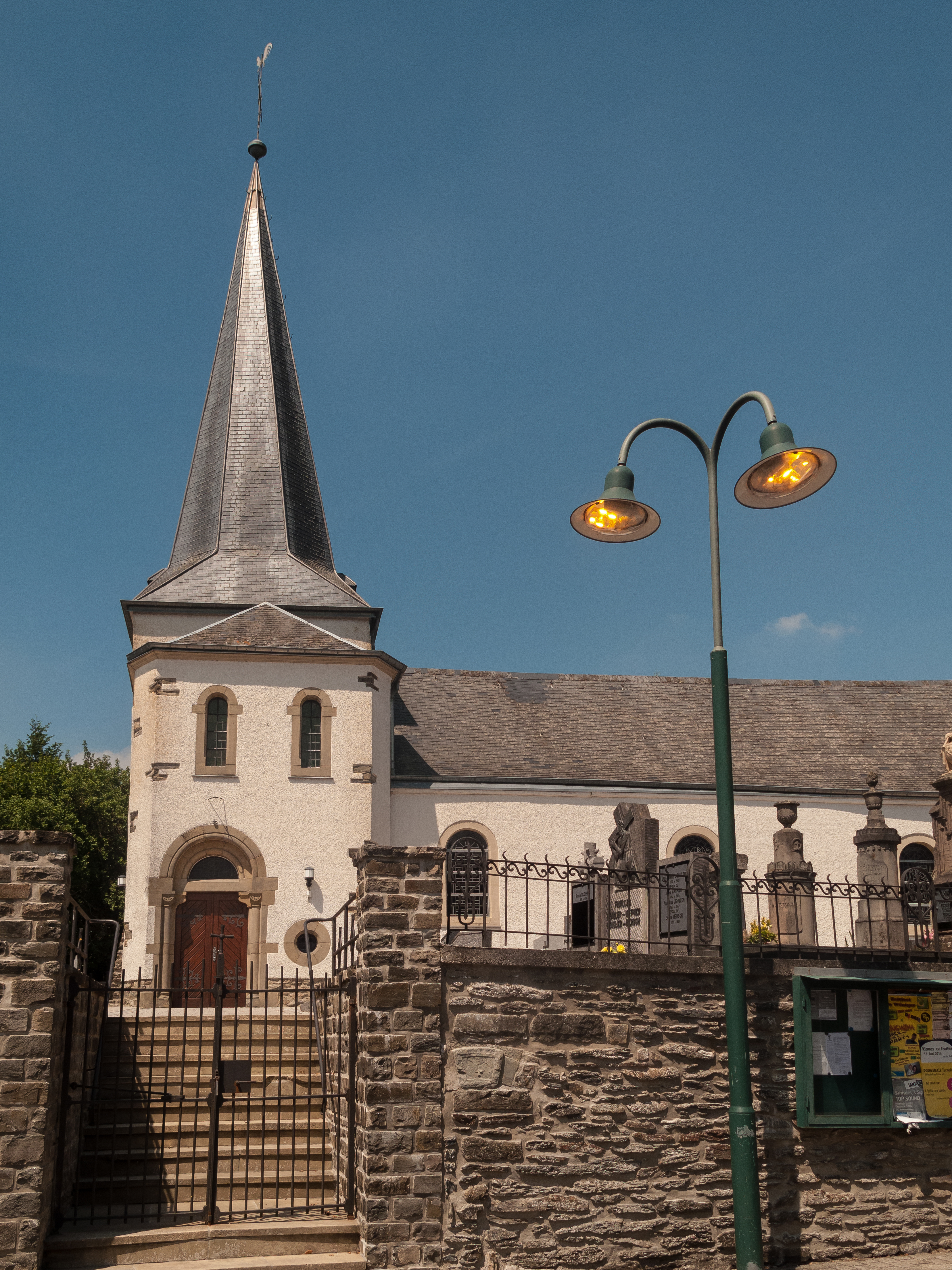
Niederwampach, Kirche St. Ouen

## Lage
Niederwampach liegt im Südwesten der Gemeinde direkt an der Grenze zu Belgien. Nachbarorte sind im Norden das zu Belgien gehörende Lingsweiler (Longvilly), im Nordosten Oberwampach, im Süden die kleine Ortschaft Schleif und Bindelt (Benonchamps) im Westen auf belgischer Seite. Östlich des Ortes fließt der Wamperbach, der südlich von Niederwampach in die Wiltz mündet.

## Geschichte
Ursprünge und Mittelalter
Niederwampach hat seine Ursprünge im Mittelalter. Die Region war historisch geprägt von landwirtschaftlicher Tätigkeit, wobei die Bewohner hauptsächlich von Viehzucht und Ackerbau lebten. Die erste schriftliche Erwähnung des Ortes stammt aus dem 13. Jahrhundert.
Zweiter Weltkrieg
Während des Zweiten Weltkriegs war die Region Schauplatz der Ardennenoffensive (Battle of the Bulge) vom Dezember 1944 bis Januar 1945, was zu erheblichen Zerstörungen führte. Diese Schlacht war eine der letzten großen deutschen Offensiven an der Westfront.

## Historische Orte
Kirche St. Ouen
Die Pfarrkirche St. Bartholomäus ist ein zentraler Ort im Dorf und ein Beispiel religiöser Architektur der Region. Sie wurde im 18. Jahrhundert erbaut und ist für ihre barocke Innenausstattung bekannt.
Burgruine Wampach
In der Nähe von Niederwampach befindet sich die Ruine einer mittelalterlichen Burg, die Zeugnis von der historischen Bedeutung der Region ablegt. Die Burg wurde im 12. Jahrhundert erbaut und im 15. Jahrhundert zerstört.

## Legenden und Geschichten
Der Schatz von Wampach
Eine lokale Legende erzählt von einem verborgenen Schatz, der nahe der Burgruine versteckt sein soll. Diese Geschichten sind Teil der mündlichen Überlieferung und wurden später in lokalen Sagensammlungen festgehalten.
Der Geist des Ritters
Es heißt, der Geist eines Ritters, der einst in der Burg Wampach lebte, wandert noch immer in den Ruinen umher. Diese Erzählungen stammen ebenfalls aus der mündlichen Tradition und sind in Sagensammlungen dokumentiert.
Die Weiße Frau
Eine weitere Sage spricht von der Erscheinung einer Weißen Frau, die in den Wäldern um Niederwampach gesehen wurde und nach ihrem verlorenen Geliebten sucht. Diese Geschichte ist eine von vielen ähnlichen Sagen in der Region.

## Dorfleben in Niederwampach
Das Leben in Niederwampach ist stark geprägt von dem Zusammenleben der örtlichen Vereine. Diese spielen eine zentrale Rolle im sozialen und kulturellen Gefüge des Dorfes. Zu den wichtigsten Vereinen gehören:
- Club des Jeunes Niederwampach-Schimpach: Der Jugendclub feierte 2011 sein 100-jähriges Bestehen, ein seltenes Jubiläum, das gebührend gefeiert wurde. Die Feierlichkeiten begannen mit einer Festmesse und setzten sich mit einem Ausflug nach Vianden fort. Gegründet wurde der Verein von einem musikbegeisterten Mann namens Jipp-Jang, der den Slogan "Alle Mann Accordia" prägte. Heute zählt der Club 30 Mitglieder und bringt mit Dorffesten wie dem "Maisbal", dem "Zelt- und Gromperefest" und Theatervorstellungen Leben in die Dörfer. Der aktuelle Präsident ist Jeff Theissen.
- Lokale Feuerwehr (Amicale des Pompiers): Die Feuerwehr, die mittlerweile unter dem Namen "Amicale des Pompiers" bekannt ist, leistet nicht nur im Notfall unverzichtbare Dienste, sondern ist auch ein wichtiger Bestandteil des gesellschaftlichen Lebens. Sie organisiert regelmäßig Übungen, Schulungen und gesellige Veranstaltungen, die das Dorfleben bereichern.
- Dorfchor: Der Chor von Niederwampach trägt zur kulturellen Vielfalt des Dorfes bei. Mit regelmäßigen Proben und Auftritten zu verschiedenen Anlässen, wie Dorffesten und Kirchenfeiern, ist der Chor ein fester Bestandteil des kulturellen Lebens